# Потамон
Потамо́н (2- пол. I ст. до н. е.) — один з останніх значних філософів доби еллінизму, представник еклектизму.

## Життєпис
Жив та працював у м. Олександрія (Єгипет) за часів останніх царів з династії Лагідів — Птолемея XII Авлета та Клеопатри VII. Він створив філосфську школу, яка поєднувала ідеї та думки Платона, Аристотеля, а також усіх інших значних філософів. З огляду на це школа Потамона отримала назву еклектичної. Це були останні спроби сформувати філософські ідеї у часи закінчення періоду еллінизму.
Потамон також відомий своїми коментарями до праці Платона — «Республіка».